# Операција Хајка
Операција Хајка је била шифровани назив за немачко-бугарску војну операцију против Корпуса Горске гарде, Смедеревског корпуса, Церског корпуса и Мачванског корпуса Југословенске војске у Отаџбини, која је вођена од 15. фебруара до 11. марта 1944. године у току Другог светског рата.

## Ангажоване снаге

### Снаге Осовине
За ову операцију, немачка команда је ангажовала дивизију Бранденбург, Пети моторизовани СС полицијски пук, бугарске снаге, Руски заштитни корпус и Српски добровољачки корпус.

### Четничке снаге
У време операције Хајда, Корпус Горске гарде је бројао око 1200 припадника, а исто толико заједно Церски и Мачвански корпус.

## Офанзива
Операција је почела 15. фебруара 1944. године, опкољавањем и здруженим нападом на Смедеревски корпус у атарима смедеревских села Азања и Селевац. У овој борби је погинуло 25 четника, а немачке снаге су наставиле претрес околних села, где су ухапсила 123 четничка симпатизера и чланове њихових породица, те одвели у Бањички логор.
Два дана касније, 17. фебруара, отпочео је напад на Корпус горске гарде на простору Космаја и Рудника, док је 2. батаљон 2. пука Српског добровољачког корпуса под командом Марисава Петровића био распоређен на Јасеници. Неке процене говоре да су немачко-бугарске и љотићевске снаге било готово десет пута бројније од четника. Командант корпуса капетан Никола Калабић је одлучио да на том делу фронта пробије обруч, што је успешно и учињено, након чега је један део Горске гарде почео да гони Марисава Петровића према Маслошеву и Блазнаве. Корпус горске гарде по Калабићевом командом је потом продужио према Гружи.
У следећој фази операције, нападнута је Церско-мајевичка група корпуса под командом Драгослава Рачића. Српски добровољачки корпус је 11. марта напао четнике на простору Јадра и Поцерине. У овим борбама је рањен резервни капетан јеромонах Георгије Бојић Џиџа, старешина манастира Троноше и командант Јадарске четничке бригаде. Рачић је успео да организује успешну контраофанзиву на свом терену и разбије Српски добровољачки корпус, који је гонио до Љубовије.